# Piet Wijn
Pieter Cornelis Wijn (Hilversum, 17 mei 1929 - Leidschendam, 6 oktober 2010) was een bekend en veelzijdig Nederlands stripauteur. Vele verschillende genres heeft hij getekend.

## Biografie
Als 18-jarige kwam hij in 1947 in dienst bij de Toonder Studio's. Na een tijdje op de tekenfilmafdeling gewerkt te hebben verscheen in 1948 zijn eerste strip De zwarte hertog in het Tom Poes Weekblad. Nadat hij vanaf 1949 als freelancer begon te werken, tekende hij voor datzelfde weekblad een tweetal verhalen van de ridderroman Verowin (tussen 1949 en 1951). Vervolgens schreef hij (vanaf 1951) de tekststrip Aram van de Eilanden, een ridder-avontuur dat speelt in de Middeleeuwen, maar omdat in dat jaar het weekblad ter ziele ging verscheen het vervolg in diverse kranten (tot 1960) in binnen- en buitenland.
Voor Het Parool schreef Wijn in 1955-1956 de strip Frank, de Vliegende Hollander. In diezelfde tijd schreef hij de eerste stripbewerking van Alleen op de wereld, een roman van Hector Malot over de wees Remi, en een stripbewerking van De scheepsjongens van Bontekoe, een jeugdroman van Johan Fabricius over de scheepsjongens Hajo, Padde en Rolf. Dit laatste verhaal verscheen in 1970 in een album.
In 1960-1961 tekende hij voor het blad Olidin twee verhalen van Dick Durfal. Voor de Toonder Studio's tekende hij in die tijd vele bekende Toonderreeksen, zoals Tom Poes, Holle Pinkel, Koning Hollewijn, Panda en Kappie.
Voor De Spiegel tekende hij van 1964 tot 1968 achttien verhalen van Puk en Poppedijn en van 1972 tot 1974 tekende hij er nog eens negen voor de Prinses. Deze verhalen zijn in 1995 voor het eerst uitgegeven in albumvorm door uitgeverij Panda, in drie luxe banden.
Ook heeft Wijn vanaf 1973 een grote hoeveelheid verhalen getekend voor de Tina: Jennifer Scott (vier verhalen in de periode 1973-1975), Heidi en Heidi en Peter (1976), Gloria van Goes (vier verhalen in de periode 1977-1978), Alleen op de wereld (1979; in 1998 ook verschenen in Donald Duck), Maartje (zes verhalen in de periode 1979-1986) en in 1982 De wachter van Maartenshuys.
Voor de Donald Duck schreef hij veertien verhalen van De Kleine Boze Wolf (1969), maar hij is vooral bekend als tekenaar van de serie Douwe Dabbert, waarvoor hij 23 verhalen tekende voor het weekblad van 1975 tot 2001. De schrijver van de verhalen was Thom Roep. Ook Alleen op de wereld verscheen in 1998 in dit weekblad.
In 1984 won Wijn de Stripschapsprijs, de meest prestigieuze prijs voor zijn gehele oeuvre.
In 1988 werd hij getroffen door een beroerte en raakte hij gedeeltelijk verlamd aan zijn rechterarm. Hij leerde zichzelf aan om met links te tekenen, zodat hij toch nog strips maken kon. Omdat het maken van strips hem nu meer tijd vergde, beperkte hij zich alleen nog maar tot Douwe Dabbert.
De laatste jaren van zijn leven verschenen er vanwege zijn slechte gezondheid nog maar weinig verhalen. Het laatste verhaal van Douwe Dabbert werd grotendeels getekend door Dick Matena. Op 7 oktober 2010 maakte Thom Roep bekend dat Wijn een dag eerder was overleden.

## Strips
- De zwarte hertog (1948)
- De Moorse tovenaar
- Manuello y Gonza
- Verowin (1949-1951)
- Aram (1951-1960)
- Frank, de Vliegende Hollander (1955-1956)
- De scheepsjongens van Bontekoe (1959)
- Dick Durfal (1960-1961)
- Alleen op de wereld (1961)
- Tom Poes (1962-1963, 1971-1984)
- Holle Pinkel (1962-1964)
- Koning Hollewijn (1964-1971)
- Puk en Poppedijn (1964-1968, 1973-1975)
- De Kleine Boze Wolf (1967-1969)
- Hiawatha (1967-1969)
- Kappie (1969-1972)
- Panda (1969-?)
- Jennifer Scott (1973-1975)
- Douwe Dabbert (1975-2001)
- Heidi / Heidi en Peter (1976-1977)
- Gloria van Goes (1977-1978)
- Annemoon (1979-1982)
- Maartje (1979-1986)
- Trollen Verhaaltjes (1982)
- De wachter van Maartenshuys (1982)
- Joker (1985-1987)
- Johanna, De strijd om 's-Hertogenbosch (1996)
- Alleen op de wereld (hernieuwde versie, 1999)